# 上尉密令
《上尉密令》，是日本游戏公司卡普空于1991年制作和发行的横向卷轴类清版动作游戏。游戏最初在街机发行，后移植至多个平台。
游戏硬件采用CPS-1系统（基于摩托罗拉68000CPU和一系列协处理器，拥有约16MB内存，硬件性能远高于同时代PC），是卡普空第17款CPS系统的游戏。《上尉密令》虽不是同类游戏的首创（此类型游戏的开山鼻祖是1989年的《快打旋风》），其丰富的角色、流畅的动作、磅礴的音乐、丰富的道具系统和独特的科幻世界观皆是此类游戏中的经典。

## 故事大綱
时代背景定位于近未来的2026年。根据游戏介绍，此时的人类已掌握外星殖民、基因改造等多种先进科学技术，但是利用高科技的犯罪活动也越发猖獗。一位自称Scumocide的天才科学家把自己改造成破坏力和战斗力远超常人的怪物，并在外星建立基地，妄图成为“犯罪界的黑暗上帝”。他的信徒、党羽和跟班在地球上疯狂作恶，明抢银行，暗搞人体实验，极大地扰乱社会治安。对此，一名勇敢的，自称“突擊隊長”（Captain Commando）的美国人，组建了一只四人突击队，立志和Scumocide的犯罪集团斗争到底。

## 遊戲模式
四人突击队中隊長担任领导，他拥有极限的体能和能让他喷火、放电的高科技战鬥服。其余三名成员分别是「木乃伊」（Mummy Jennety“Mack the Knife”），一名使用‘化骨刀’，木乃伊造型的外星刀客；“翔”（Sho “Ginzu the Ninja”），来自日本的忍者；还有胡佛“嬰兒頭”（Hoover “Baby Head”），实验室中诞生的超级天才婴儿。四人组经过一路追查，过关斩将，最终发现并捣毁了Scumocide位于Calisto星的秘密据点，使世界恢复了和平。
《上尉密令》的一大技术特色是能支持四人同时上场联合作战，这在CPS同类游戏中是绝无仅有的。《名将》（1991）之后推出的《圓桌騎士》（1991）、《吞食天地2 赤壁之战》（1992）和《恐龙新世纪》（1993），分别有3名、5名和4名主角，但同时上场人数最多3人。

## 外部連結
- 莫比游戏上的《Captain Commando》（英文）